# ونوس مگس‌خوار (ترانه)
«ونوس مگس‌خوار» (به انگلیسی: Venus Fly Trap) ترانه‌ای ضبط و سروده شده از مارینا خواننده و ترانه‌سرای اهل ولز برای پنجمین آلبوم استودیویی وی، رؤیاهای کهن در سرزمینی نوین (۲۰۲۱) است. ترانه توسط مارینا و جیمز فلانیگان تهیه شد و به‌عنوان تک‌آهنگ چهارم از آلبوم در ۹ ژوئن ۲۰۲۱ از طریق آتلانتیک رکوردز به انتشار رسید. یک ریمیکس از این ترانه توسط کیتو با همراهی تو لو در ۱۶ ژوئیه منتشر شد. کارگردانی موزیک ویدئو توسط ویرد لایف فیلمز(en) صورت گرفت و همزمان با انتشار ترانه، در یوتیوب منتشر شد. در ۱۴ ژوئیه ۲۰۲۱، مارینا ترانه را در پخش زندهٔ برنامه تلویزیونی آخر شب با ست مایرز اجرا کرد.

## نمودار
| جدول (۲۰۲۲–۲۰۲۱)                            | اوج جایگاه |
| ------------------------------------------- | ---------- |
| فروش تک‌آهنگ‌های بریتانیا (شرکت جدول‌های رسمی) | ۳۱         |
| ایرپلی راک ایالات متحده آمریکا (بیلبورد)    | ۳۸         |